# Ждан Іван Володимирович
Іва́н Володи́мирович Жда́н — лейтенант Збройних сил України, учасник російсько-української війни.

## Життєпис
До війни працював у Державній податковій службі, спеціаліст з електронних ключів.
7 січня 2015-го за наказом висувається на передову лінію танкова рота, одним із взводів керував лейтенант Ждан. Після проведення бойового злагодження підрозділ на лінію бойових дій прибув 17 січня, відразу 4 танки на чолі з командиром роти відіслали під Волноваху, 2 взводи (6 танків) прибули під Донецьк. У Водяному терористи обстріляли з «Градів», 2 танки зазнали пошкоджень і потребували незначного ремонту. 18 січня був у складі танкового взводу, який атакував терористів під населеним пунктом Спартак — наказ у бункері віддавали начальник Генерального штабу Віктор Муженко, командувач Високомобільних десантних військ Михайло Забродський та командир «Зеніту» — полковник ВПС «Граф».
Танкісти мали завдання разом з 1-м батальйоном 95-ї бригади атакувати Спартак, захопити, закріпитися на Путилівському мості та утримати до прибуття саперів — терористи батальйону «Сомалі» по ньому постійно висувалися для обстрілу Донецького аеропорту. В атаку рушили 4 танки, 6 БТРів, ГАЗ-66 із гарматою ЗУ-23. Загін на ходу ліквідував спостережний пункт терористів (шахта Бутівка) та передовий блокпост у Спартаку, по українському загону почали вести вогонь з мінометів, стрілецької зброї та гранатометів, придушувала вогонь піхота. 4 танки зайшли в Спартак і без особливого опору рушили до мосту — спроби терористів обстріляти з гранатометів закінчилися втратами для самих терористів.
Близько 13:00 танки були біля мосту; на той час піхота відстала, десантників не було поряд. Лейтенант Ждан віддав наказ 2 танкам лишитися позаду, прикриваючи відхід, на мосту залишалися екіпажі лейтенанта та старшини Анатолія Скрицького. Танки на повному ходу рушили до мосту, під ним помітили цілі — 2 танки терористів, що стояли кормою до наступаючих, БТР, бронетехніка, автівки, склад набоїв. Однак танк Ждана рухався настільки стрімко, що не встиг відреагувати. На ходу обидва танки відкрили вогонь по цілях; за секунди на відстані 100 метрів під мостом все почало вибухати. Спроби танкістів встановити радіозв'язок із керівництвом були марними, саперів викликати не вдалося. Однак вибухи під мостом були такими потужними, що від них почав валитися Путилівський міст.
Переконавшись, що завдання виконане, лейтенант Ждан віддав наказ про відхід, першими рушили танки прикриття. І тут із провулка на відстані 50 метрів до танка Скрицького вилетів російський Т-72. Башта танка Скрицького ще була повернена в сторону мосту, і російський танкіст з 30 метрів зупинив Т-64 — влучив у бронелист. Проте другого пострілу він зробити не встиг — екіпаж Ждана з відстані 50 метрів ліквідував танк і екіпаж кумулятивним снарядом, випущеним при розвороті на ходу гарматної башти. Екіпаж танка Скрицького розмістився на броні й вояки рушили зі Спартака. Проте на зворотному шляху їх чекали — піхота й танк. Іван Ждан зрозумів, що піхота їх не встигне виручити, і танки на можливо максимальній швидкості рвонули вперед по вузьких вуличках під обстрілом, стріляючи на вогневі спалахи. Ще один український танк був підбитий при відході, екіпаж полонили. На околиці Спартака, де вела бій піхота, був підбитий третій танк; весь екіпаж Скрицького зазнав поранень. Один із танкістів підбитого танка впав на ходу з броні; його не було кому забрати…
Загалом у бою ліквідовано 4 танки терористів, техніку, артилерійський склад, живу силу. Втрати української сторони — 3 танки, чотири полонених. Двох удалося визволити (з них солдат Сергій Кушнір), станом на 18 січня 2016 року ще двоє — у полоні.
Ждан і Скрицький залишилися на точці «Зеніт», брали активну участь в обороні аеропорту. Ждан неодноразово виїздив на злітну смугу, викликаючи вогонь на себе, й ліквідовував вогневі точки терористів. В одному з рейдів зазнав серйозного поранення у плече.
Після демобілізації лейтенант Ждан перевівся до Києва, в центральний апарат Державної фінансової служби, головний інспектор відділу реєстрації користувачів.

## Нагороди
За особисту мужність, сумлінне та бездоганне служіння Українському народові, зразкове виконання військового обов'язку відзначений — нагороджений
- 15 вересня 2015 року — орденом «За мужність» III ступеня.